# كوسة بيري
كوسة بيري هي قرية في مقاطعة تكاب، إيران. يقدر عدد سكانها بـ 189 نسمة بحسب إحصاء 2016.